# Milan Cheylov
Milan Cheylov (geb. vor 1992) ist ein kanadischer Schauspieler, Theaterleiter, Fernsehregisseur und Produzent.

## Leben
Bereits mit 15 begann er eine professionelle Bühnenkarriere. In Toronto leitete er das Bootleg Theater für zehn Jahre. Er steht seit über zwanzig Jahren auf der Bühne und vor der Kamera für Film und Fernsehen. Mitte zwanzig begann er Kurzfilme und Fernsehshows zu produzieren. 2006 zog er nach Los Angeles und führte unter anderem Regie bei der Actionserie 24 (bei der er auch als Produzent fungierte). Er hat bei über 150 Episoden unterschiedlichster Fernsehserien Regie geführt, von Drama (24, Dexter, Agents of Shield, Once Upon A Time – Es war einmal …, Prison Break) bis Komödie (Rosewood, Las Vegas, Chuck, The Chris Isaak Show).
Als Schauspieler trat er regelmäßig in der Serie The Edison Twins auf, er hatte Gastrollen bei The Twilight Zone, Night Heat, Diamonds und lieh seine Stimme Figuren in Freunde im All (Star Wars: Droids).
Cheylov ist verheiratet mit der Schriftstellerin und Drehbuchautorin Lori Lansens. Sie haben zwei Kinder und leben in Los Angeles.

## Filmografie (Auswahl)
Regie
- 1992–1994: Die Waffen des Gesetzes (Street Legal) (9 Episoden)
- 1994: Side Effects – Nebenwirkungen (Side Effects) (2 Episoden)
- 1995: Under My Skin (Fernsehfilm)
- 1996: The Rez (3 Episoden)
- 1996: Handel's Last Chance (Fernsehfilm)
- 1996–1997: PSI Factor – Es geschieht jeden Tag (PSI Factor: Chronicles of the Paranormal) (6 Episoden)
- 1997–1999: Mission Erde – Sie sind unter uns (Earth: Final Conflict) (6 Episoden)
- 1998: The Famous Jett Jackson
- 1999: The Hoop Life (3 Episoden)
- 1999: Amazonas – Gefangene des Dschungels (Amazon)
- 1999: The Hardwood
- 2000: The City (2 Episoden)
- 2000: The War Next Door (2 Episoden)
- 2000: Relic Hunter – Die Schatzjägerin (2 Episoden)
- 2001–2004: The Chris Isaak Show (8 Episoden)
- 2002: Odyssey 5 (1 Episode)
- 2002: Street Time (1 Episode)
- 2002: Monk (1 Episode)
- 2002: Mutant X (1 Episode)
- 2002: The Eleventh Hour
- 2003: Wild Card
- 2003–2004: Jake 2.0 (2 Episoden)
- 2004: Dead Like Me – So gut wie tot (1 Episode)
- 2004: Jeremiah – Krieger des Donners (1 Episode)
- 2004–2005: Kevin Hill (2 Episoden)
- 2005: Reunion (1 Episode)
- 2005: Beautiful People (1 Episode)
- 2005: 4400 – Die Rückkehrer (1 Episode)
- 2006: Angela Henson – Das Auge des FBI (1 Episode)
- 2006–2008: Las Vegas (5 Episoden)
- 2007: Heartland – Paradies für Pferde (1 Episode)
- 2007–2009: Prison Break (3 Episoden)
- 2007–2010: 24 (16 Episoden)
- 2008: Knight Rider (1 Episode)
- 2008: Terminator: The Sarah Connor Chronicles (1 Episode)
- 2008: Canterbury’s Law (1 Episode)
- 2009: Lie to Me (1 Episode)
- 2009–2015: Bones – Die Knochenjägerin (10 Episoden)
- 2010: Night and Day (Fernsehfilm)
- 2010: Dexter (1 Episode)
- 2010–2011: The Event (3 Episoden)
- 2011: My Superhero Family (1 Episode)
- 2011: Chuck (1 Episode)
- 2011: Law & Order: LA (1 Episode)
- 2011: Person of Interest (1 Episode)
- 2012: The Finder (1 Episode)
- 2012: Awake (1 Episode)
- 2012–2013: Touch (3 Episoden)
- 2012–2013: Once Upon a Time – Es war einmal … (5 Episoden)
- 2012–2013: Rizzoli & Isles (2 Episoden)
- 2013: Body of Proof (1 Episode)
- 2013–2014: Agents of S.H.I.E.L.D (3 Episoden)
- 2014: The 100 (1 Episode)
- 2014: 24: Live Another Day (2 Episoden)
- 2014: Legends (1 Episode)
- 2014: Gang Related (2 Episoden)
- 2014–2017: Scorpion (4 Episoden)
- 2015: Castle (1 Episode)
- 2015–2016: Rosewood (4 Episoden)
- 2017: Training Day (1 Episode)
- 2017: Midnight, Texas (1 Episode)
- 2020: Deputy – Einsatz Los Angeles (1 Episode)